# آر. کلی
رابرت سیل‌وستر کلی (به انگلیسی: Robert Sylvester Kelly) (زادهٔ ۸ ژانویه ۱۹۶۷) که با نام آر. کلی شناخته می‌شود؛ خواننده، ترانه‌سرا و تهیه‌کنندهٔ اهل آمریکا است. او تا به امروز برندهٔ جوایز متعددی از مراسم‌های موسیقی شده که ۳ جایزه گرمی از جمله آن است.

## اتهام جنسی
در سال ۲۰۱۸ دختر ۲۰ ساله‌ای به نام فیت راجرز مدعی شد این خوانندهٔ مشهور ضمن سوءاستفاده جنسی، او را به بیماری‌های مقاربتی دچار کرده‌است. وی مدعی است این خواننده او را مجبور به استفاده از مشروبات الکلی و مواد مخدر کرده و درخواست‌های نامتعارف جنسی داشته‌است. پس از آن مستندی توسط دریم همپتون ساخته شد که در آن با چندین زن دربارهٔ اتهام‌های آزار جنسی توسط آر. کلی گفتگو شده‌است.
لیدی گاگا، خوانندهٔ پاپ آمریکایی، می‌گوید: «ادعاهای زنانی را که خود را قربانی جنسی آر.کلی، ستارهٔ موسیقی معرفی می‌کنند، باور کرده و نسخهٔ اجرای مشترک خود با آر. کلی که با نام «هر کاری می‌خواهی بکن» در سال ۲۰۱۳ منتشر شده بود را از روی تمامی مجاری پخش موسیقی پاک خواهد کرد.»
وی همچنین بابت این همکاری عذرخواهی کرد. چنس د رپر نیز با صدور بیانیه‌ای همچون لیدی گاگا از سابقهٔ همکاری با آر. کلی عذرخواهی کرد و آنچه در مستند مربوط به اتهام‌های این ستارهٔ موسیقی مورد اشاره قرار گرفته‌است را به شدت محکوم کرد.

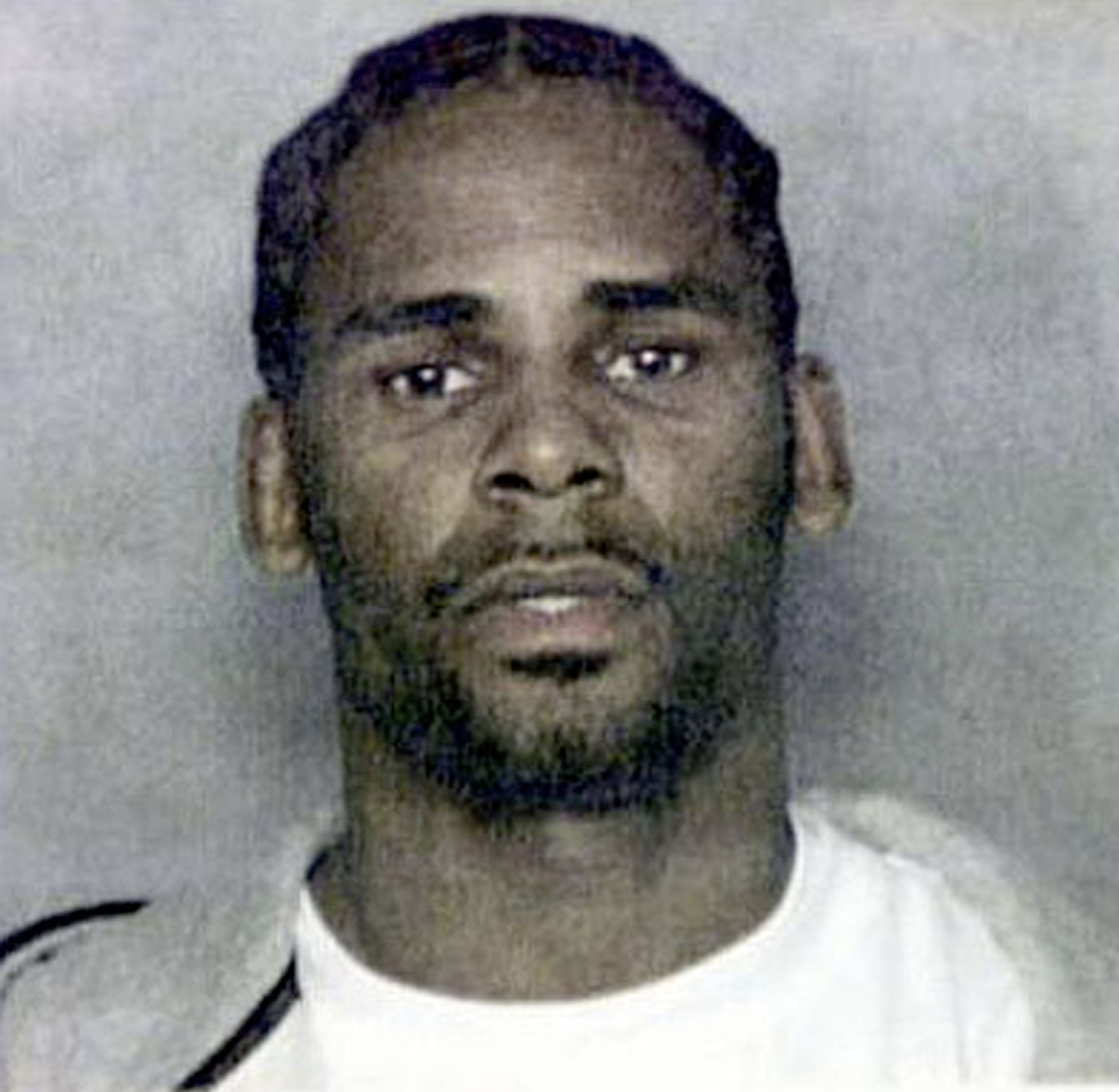
عکس بازداشت آر. کلی

برخی از سایت‌های عرضهٔ محصولات موسیقی، آهنگ‌های این خواننده را به‌دلیل محتوای نامناسب و واژه‌های غیراخلاقی از فهرست خود خارج کرده‌اند.

خواننده ترانه «معتقدم می‌توانم پرواز کنم» به اتهام آزارجنسی دختران کم‌سن به ۳۰ سال حبس محکوم شد.
یکی دیگر از اتهامات خواننده ترانه مشهور، «باور دارم که می‌توانم پرواز کنم» (I believe I can FLy)، دست داشتن در تهیه مجموعه‌ای از پورنوگرافی نوجوانان است. 
آر کلی، که پیشتر مهم‌ترین جایزه موسیقی پاپ و هیپ پاپ آمریکا، گرمی را نیز از آن خود کرده متهم است سال‌ها رهبر گروهی تبهکار بوده که زنان و دختران زیرسن قانونی را مورد سوء استفاده جنسی و آزار قرار می‌دادند.